# الرحبيون
كتاب من تأليف مصطفى الزايد يتحدث فيه عن تاريخ الرحبة وقلعتها
وذُكر في الكتاب نسب الآغوات التي كانت آخر عائلة حكمت الرحبة في حقبة العثمانيين